# Douglas Hedin
Douglas Hedin (* 5. Februar 1990) ist ein ehemaliger schwedischer Skirennläufer. Er nahm 2010 erstmals an Europacuprennen teil und startete seit 2012 im Weltcup.

## Karriere
Hedin stammt aus Frösön und nahm ab 2006 an FIS-Rennen, zunächst hauptsächlich in seinem Heimatland Schweden, teil, blieb vorerst aber ohne größere Erfolge. Im Februar 2007 startete er im spanischen Jaca beim European Youth Olympic Festival, bei dem er Achter im Riesenslalom wurde. Nachdem Hedin in der gesamten Saison 2008/2009 an keinen Rennen teilgenommen hatte, erzielte er im Winter 2009/2010 seine ersten Siege in FIS-Rennen. Er kam bei den Juniorenweltmeisterschaften 2010 in Frankreich zum Einsatz, wo sein bestes Ergebnis der 15. Platz im Riesenslalom war. Im folgenden Winter gewann er bei der Winter-Universiade 2011 in Erzurum die Bronzemedaille im Riesenslalom. Im Winter 2010/2011 bestritt Hedin auch seine ersten Rennen im Europacup. Die ersten Punktegewinne in dieser Rennserie gelangen ihm im Februar 2012 mit zwei Top-10-Platzierungen in Abfahrt und Super-Kombination von Sarntal/Reinswald. Daraufhin kam er am 3. März 2012 in der Abfahrt von Kvitfjell zu seinem Weltcupdebüt, bei dem er Platz 57 belegte.
Am 1. Dezember 2012 gewann Hedin in seinem vierten Weltcuprennen, dem Super-G von Beaver Creek, die ersten Weltcuppunkte, als er mit Startnummer 63 auf den 22. Platz fuhr. Die erste Podestplatzierung im Europacup gelang ihm am 12. Januar 2013 mit dem dritten Platz in der Abfahrt von Wengen. Im Frühjahr 2015 beendete Hedin seine Karriere.

## Erfolge

### Weltmeisterschaften
- Schladming 2013: 26. Abfahrt, 34. Super-G

### Juniorenweltmeisterschaften
- Mont Blanc 2010: 15. Riesenslalom, 51. Abfahrt, 51. Super-G

### Weltcup
- 1 Platzierung unter den besten 30

### Weltcupwertungen
| Saison  | Gesamt | Gesamt | Super-G | Super-G |
| Saison  | Platz  | Punkte | Platz   | Punkte  |
| ------- | ------ | ------ | ------- | ------- |
| 2012/13 | 131.   | 9      | 43.     | 9       |

### Europacup
- 1 Podestplatz

### Weitere Erfolge
- 2 schwedische Meistertitel (Abfahrt und Super-G 2013)
- Bronzemedaille im Riesenslalom der Universiade 2011
- 9 Siege in FIS-Rennen